# Ronalds Ķēniņš
Ronalds Ķēniņš, född 28 februari 1991, är en lettisk professionell ishockeyspelare som tillhör NHL-organisationen Vancouver Canucks och spelar för deras primära samarbetspartner Utica Comets i American Hockey League (AHL). Han har tidigare spelat på lägre nivåer för ZSC Lions i Nationalliga A (NLA) och GCK Lions i Nationalliga B (NLB).
Ķēniņš blev aldrig draftad av någon NHL-organisation.

## Statistik
| 2008–2009  | GCK Lions         | NLB        | 42  | 2  | 8  | 10 | 24  | —  | — | — | —  | —  |
| 2009–2010  | GCK Lions         | NLB        | 4   | 1  | 3  | 4  | 4   | —  | — | — | —  | —  |
| 2010–2011  | GCK Lions         | NLB        | 11  | 1  | 2  | 3  | 8   | —  | — | — | —  | —  |
| 2011–2012  | ZSC Lions         | NLA        | 47  | 6  | 12 | 18 | 48  | 15 | 0 | 4 | 4  | 6  |
| 2012–2013  | ZSC Lions         | NLA        | 45  | 3  | 14 | 17 | 12  | 12 | 4 | 4 | 8  | 10 |
| 2013–2014  | ZSC Lions         | NLA        | 39  | 8  | 17 | 25 | 40  | 18 | 4 | 0 | 4  | 6  |
| 2014–2015  | Vancouver Canucks | NHL        | 30  | 4  | 8  | 12 | 8   | 5  | 1 | 1 | 2  | 4  |
|            | Utica Comets      | AHL        | 36  | 5  | 7  | 12 | 23  | —  | — | — | —  | —  |
| 2015–2016  | Vancouver Canucks | NHL        | 8   | 0  | 0  | 0  | 6   | —  | — | — | —  | —  |
|            | Utica Comets      | AHL        | 41  | 5  | 18 | 23 | 44  | 4  | 0 | 2 | 2  | 2  |
| NHL totalt | NHL totalt        | NHL totalt | 38  | 4  | 8  | 12 | 14  | 5  | 1 | 1 | 2  | 4  |
| AHL totalt | AHL totalt        | AHL totalt | 77  | 10 | 25 | 35 | 67  | 4  | 0 | 2 | 2  | 2  |
| NLA totalt | NLA totalt        | NLA totalt | 131 | 17 | 43 | 60 | 100 | 45 | 8 | 8 | 16 | 22 |
| NLB totalt | NLB totalt        | NLB totalt | 57  | 4  | 13 | 17 | 36  | —  | — | — | —  | —  |